# Nolove Anthem
Nolove Anthem è un singolo del rapper statunitense NLE Choppa, pubblicato il 26 luglio 2019 su etichetta NLE Choppa Entertainment.

## Tracce
1. Nolove Anthem – 2:46